# Obila praecuraria
Obila praecuraria är en fjärilsart som beskrevs av Heinrich Benno Möschler 1890. Obila praecuraria ingår i släktet Obila och familjen mätare. Inga underarter finns listade i Catalogue of Life.